# 交易条件
交易条件（こうえきじょうけん、英: Terms of trade）は、輸出価格を輸入価格で割った相対価格のこと。輸出財1単位で購入できる輸入財の量とも解釈できる。

## 概要
交易条件が改善すると、輸出財を売ることでより多くの輸入財を購入できるということになる。交易条件は、輸出国や輸入国の経済状況だけでなく、為替レートにも影響される。

## 歴史
「交易条件」の表現は、アメリカの経済学者フランク・タウシッグの1927年の本に現れる。しかし、それよりも前の1844年に出版されたロバート・トレンスの『予算：商業と植民政策（The Budget: On Commercial and Colonial Policy）』、1829-30年頃執筆されたと言われ1844年に出版されたジョン・スチュアート・ミルの『国家間の交易の法則（Of the Laws of Interchange between Nations）』にも同様の概念が登場する。

## 定義
交易条件は、輸出財価格1単位あたり何単位の輸入財価格を購入できるかを測ったものである。例えば、リンゴが唯一の輸出財でオレンジが唯一の輸入財であれば、交易条件は「リンゴの価格/オレンジの価格」である。リンゴが1個500円で、オレンジが1個250円であれば、交易条件は 500/250 = 2 となり、輸出財（りんご）1単位で輸入財（オレンジ）が2単位購入できることがわかる。国は多くの財を輸出し多くの財を輸入するので、交易条件の計算には価格指数の計算が必要である。
輸出財価格の上昇は交易条件を改善し、輸入財価格の上昇は交易条件を悪化させる。例えば、石油を輸出する国にとっては、石油価格の上昇は交易条件の改善を意味し、石油を輸入する国にとっては、同様のショックは交易条件の悪化を意味する。

## 複数財・複数国モデル

1959年以降のオーストラリアの交易条件。資源価格の影響が2005年以降大きくなっている。

複数の国が複数の財を国際取引する現実経済では、交易条件はラスパイレス指数を用いて計算できる。このとき、国の交易条件は「輸出財価格のラスパイレス指数」を「輸入財価格のラスパイレス指数」で割ったものとなる。「輸出財価格のラスパイレス指数」は、「今期tの価格を用いて計算した基準年0の輸出額」を基準年0の輸出額で割ったものである。「輸入財価格のラスパイレス指数」も同様に定義される。
{\displaystyle ({{p_{x}^{t}\,q_{x}^{0}} \over {p_{x}^{0}\,q_{x}^{0}}}\left/{{p_{m}^{t}\,q_{m}^{0}} \over {p_{m}^{0}\,q_{m}^{0}}})*100\right.}
ただし
{\displaystyle p_{x}^{t}=} 時点tにおける輸出財の価格
{\displaystyle q_{x}^{0}=} 時点0における輸出財の量
{\displaystyle p_{x}^{0}=} 時点0における輸出財の価格
{\displaystyle p_{m}^{t}=} 時点tにおける輸入財の価格
{\displaystyle q_{m}^{0}=} 時点0における輸入財の量
{\displaystyle p_{m}^{0}=} 時点0における輸入財の価格

## 限界
交易条件は厚生水準と同義であるわけではない。また、交易条件は国の輸出量を測るものではなく、他国との相対的な関係を測るものでしかない。貿易による国の厚生水準への影響を測るには、貿易量の変化、生産性の変化、資源配分の変化、資本のフローの変化などを知る必要がある。
輸出価格は国の為替レートにも大きく影響される。国の通貨が増価したら、他の条件が一定の下では、交易条件は改善する。しかし、必ずしも国の厚生を改善させるとは限らない。輸出財の価格が高くなれば、他国にとって割高になるということだから、輸出が減るかもしれない。その結果、輸出が減少し、企業の利潤が減少、厚生水準が悪化することも考えられる。
現実の世界では200以上の国や地域が何万もの財を取引している。交易条件の計算は非常に複雑である。したがって、測定誤差が大きい可能性が考えられる。